# Borsodi József (rabbi)
Borsodi József, születési nevén Klein József (Sajószentpéter, 1878. március 15. – Kecskemét, 1943. június 5.) főrabbi.

## Élete
1895-től 1905-ig volt a budapesti rabbiképző növendéke. 1904-ben szerezte meg a bölcsészdoktori fokot a budapesti egyetemen, 1906-ban avatták rabbivá. 1906-ban szarvasi, 1908-ban nagyatádi, majd 1922-ben kecskeméti főrabbi lett. Főműve: Commentarius Maimum in Mischnam ad tractatum Shekalim (Cap. I-IV. Budapest, 1904). Cikkei a Magyar Nyelvőrben, a Magyar Izraelben, valamint az Izraelita Családi Naptárban jelentek meg.

## Családja
Szülei Klein Herman és Stern Eszter, felesége Grossmann Rózsa volt.